# تپه یهودی کلایه
تپه یهودی کلایه مربوط به دوران‌های تاریخی پس از اسلام است و در شهرستان قزوین، بخش رودبار شهرستان، روستای رشکین واقع شده و این اثر در تاریخ ۱۷ اسفند ۱۳۸۱ با شمارهٔ ثبت ۷۶۹۲ به‌عنوان یکی از آثار ملی ایران به ثبت رسیده است.